# Maben
Maben é uma cidade  localizada no estado americano de Mississippi, no Condado de Oktibbeha e Condado de Webster.

## Demografia
Segundo o censo americano de 2000, a sua população era de 803 habitantes.
Em 2006, foi estimada uma população de 756, um decréscimo de 47 (-5.9%).

## Geografia
De acordo com o United States Census Bureau tem uma área de
5,0 km², dos quais 5,0 km² cobertos por terra e 0,0 km² cobertos por água. Maben localiza-se a aproximadamente 140 m acima do nível do mar.

## Localidades na vizinhança
O diagrama seguinte representa as localidades num raio de 24 km ao redor de Maben.